# دهستان تساکالینگ
دهستان تساکالینگ (به لاتین: Tsakaling Gewog) یک دهستان در کشور بوتان است که در ناحیهٔ مونگار واقع شده‌است.